# Rhodostrophia anomala
Rhodostrophia anomala là một loài bướm đêm trong họ Geometridae.